# DC Universe
DC Universe (DCU) ist die offizielle Bezeichnung eines Medienfranchises und gemeinsamen Universums von DC Comics, das Filme und Serien umfasst. Diese sind durch grundlegende Handlungselemente und -schauplätze, die Besetzung und die Figuren untereinander verbunden. Der erste Film des Franchises ist Superman, der 2025 erschien und die erste Serie war Creature Commandos, welche im Dezember 2024 erschienen ist.
Das DCU wird eine Reihe von Superheldenfilmen und -serien darstellen, die von DC Studios produziert werden und auf Figuren von DC Comics basieren werden, und gewisse Verbindungen zueinander haben. Auch spielt das Franchise in verschiedenen Zeitlinien und nicht zwingend in einer einheitlichen.

## Hintergrund
Nach mehreren erfolglosen Versuchen ein erfolgreiches DC Cinematic Universe mit dem DC Extended Universe aufzubauen, strich Warner Bros. im Jahr 2022 mehrere in Produktion befindliche oder abgeschlossene Projekte wie den Film Batgirl oder Man of Steel 2 und belegte den DC Plan für 2022 bis 2023 nur noch mit intern beschlossenen Projekten, die man veröffentlichten wollte. Im gleichen Jahr kündigte Warner Bros. Discovery, nach der erfolgreichen Fusion mit WarnerMedia, eine große Umstrukturierung für DC an. Der Warner Bros. Discovery-Chef, David Zaslav, kündigte einen umfangreichen 10-Jahres-Plan für DC an und suchte dafür nach einem guten Gegenstück zu Marvel-Chef Kevin Feige und fand ihn schließlich in James Gunn. James Gunn und Peter Safran, Produzent von The Suicide Squad, wurden Ende Oktober 2022 als Co-Vorsitzende und Co-CEOs der neu gegründeten DC Studios bekannt gegeben.
Im Januar 2023 wurde berichtet, dass das DCU ein „breiter, aber nicht pauschaler Neustart“ des DCEU sei. Am 31. Januar enthüllten Gunn und Safran die ersten Projekte aus der DCU-Liste. Sie enthüllten die Autoren, die mit ihnen an der Gesamtgeschichte für das DCU gearbeitet hatten: Drew Goddard, Jeremy Slater, die „The-Flash“-Autorin Christina Hodson, Christal Henry und der Comicautor Tom King. Die Autoren ließen sich vom Star-Wars-Franchise inspirieren, das „andere Zeiten, andere Orte, andere Dinge“ hat, sowie von der Serie Game of Thrones und ihren moralisch komplexen Charakteren. Die Gruppe hatte für den Acht- bis Zehnjahresplan zwei „Kapitel“ der Geschichte geplant, mit dem Potenzial für weitere Kapitel danach. Das erste Kapitel trägt den Titel „Gods and Monsters“ und die ersten fünf Filme sind Superman, The Authority, The Brave and the Bold, Supergirl: Woman of Tomorrow und Swamp Thing. Die ersten fünf Fernsehserien waren Creature Commandos, Waller, Lanterns, Paradise Lost und Booster Gold. Alle DC-Projekte, die nicht in das gemeinsame Universum passten, wurden als „DC Elseworlds“ bezeichnet. Gunn sagte, die Liste kombinierte DCs „Diamant-Charaktere“ wie Batman, Superman und Wonder Woman mit weniger bekannten Charakteren, von denen sie hofften, dass sie genauso populär werden würden. Er entschied sich, die Entstehungsgeschichten von Batman und Superman nicht neu zu erzählen, weil „jeder sie bereits kennt“, und wies den Vorschlag zurück, dass sich die DCU auf „Nischen“-Charaktere konzentrierte, die nur Comic-Fans interessierten.

## Filmreihe
| Lfd. Nr.                     | Premiere                     | Titel                                 | Regie                        | Drehbuch                     |
| Kapitel 1: Gods and Monsters | Kapitel 1: Gods and Monsters | Kapitel 1: Gods and Monsters          | Kapitel 1: Gods and Monsters | Kapitel 1: Gods and Monsters |
| ---------------------------- | ---------------------------- | ------------------------------------- | ---------------------------- | ---------------------------- |
| 01                           | 11. Juli 2025                | Superman                              | James Gunn                   | James Gunn                   |
| 02                           | 26. Juni 2026                | Supergirl                             | Craig Gillespie              | Ana Nogueira                 |
| 03                           | 11. Sep. 2026                | Clayface                              | James Watkins                | Mike Flanagan, Hossein Amini |
| TBA                          | TBA                          | Swamp Thing                           | James Mangold                | James Mangold                |
| TBA                          | TBA                          | The Brave and the Bold                | Andrés Muschietti            | –                            |
| TBA                          | TBA                          | The Authority                         | –                            | –                            |
| Unbekanntes Kapitel          |                              |                                       |                              |                              |
| TBA                          | TBA                          | Teen Titans                           | –                            | Ana Nogueira                 |
| TBA                          | TBA                          | Sgt. Rock                             | –                            | Justin Kuritzkes             |
| TBA                          | TBA                          | unbenannter Bane-und-Deathstroke-Film | –                            | Matthew Orton                |
| TBA                          | TBA                          | Wonder Woman                          | –                            | –                            |

## Fernsehserien
| Serie                        | Staffel | Episoden | Premiere     | Finale       | Showrunner                    |
| ---------------------------- | ------- | -------- | ------------ | ------------ | ----------------------------- |
| HBO-Max-Serien               |         |          |              |              |                               |
| Kapitel 1: Gods and Monsters |         |          |              |              |                               |
| Creature Commandos           | 1       | 7        | 5. Dez. 2024 | 9. Jan. 2025 | Dean Lorey                    |
| Peacemaker                   | 2       | 8        | Aug. 2025    | –            | James Gunn                    |
| Lanterns                     | 1       | 8        | 2026         | –            | Chris Mundy                   |
| Waller                       | 1       | –        | –            | –            | Christal Henry, Jeremy Carver |
| Booster Gold                 | 1       | –        | –            | –            | –                             |
| Paradise Lost                | 1       | –        | –            | –            | –                             |
| Unbekanntes Kapitel          |         |          |              |              |                               |
| Blue Beetle                  | 1       | –        | –            | –            | Miguel Puga                   |
| Creature Commandos           | 2       | –        | –            | –            | Dean Lorey                    |
| Mister Miracle               | 1       | –        | –            | –            | Tom King                      |

## Einspielergebnisse
| Film     | Veröffentlichung (Deutschland) | Einspielergebnisse in US-Dollar | Einspielergebnisse in US-Dollar | Einspielergebnisse in US-Dollar |
| Film     | Veröffentlichung (Deutschland) | USA/Kanada                      | D-A-CH-Raum                     | Weltweit                        |
| -------- | ------------------------------ | ------------------------------- | ------------------------------- | ------------------------------- |
| Superman | 10. Juli 2025                  | 292,45 Mio.                     | 5,68 Mio.                       | 0.506,55 Mio.                   |
| Gesamt   | Gesamt                         | 292,45 Mio.                     | 5,68 Mio.                       | 506,55 Mio.                     |